# Aeroportul Lipetsk
Aeroportul Lipetsk (IATA: LPK, ICAO: UUOL) este un aeroport din Regiunea Lipețk, Rusia ce deservește zona Lipețk. Aeroportul a fost tranzitat în 2017 de 63.821 de pasageri.
Situat la o altitudine de 178 m, aeroportul dispune de 1 pistă.

## Infrastructură

### Piste
Aeroportul dispune de o singură pistă. Pista are orientarea 15L/33R. 